# Blue Horizon (Album)
Blue Horizon ist ein Album des Jazzgitarristen Vic Juris. Die Aufnahmen entstanden am 25. und 26. Juni 2002 in New Paltz, Ulster County und erschienen am 7. September 2004 auf dem Label ZOHO.

## Hintergrund
Beginnend mit Roadsong (1978, u. a. mit Barry Miles, Rick Laird, Terry Silverlight) spielte Vic Juris bis 2018 eine Reihe von Alben unter eigenem Namen ein. Nach seinem auf zwei Alben erschienenen Songbook Projekt (mit Jay Anderson bzw. Michael Formanek am Bass und Jeff Hirshfield, Schlagzeug) nahm der Gitarrist auf dem folgenden Album ausschließlich Eigenkompositionen auf. In seiner Band spielten Joe Locke (Vibraphon, Marimba), Jay Anderson, Adam Nussbaum (Schlagzeug), Jamey Haddad (Perkussion) sowie die Sängerin Kate Baker beim Titel „Dancing Shadows“.

## Titelliste
- Vic Juris – Blue Horizon (ZOHO – ZM 200409)[2]
  1. Dancing Shadows, 5:20
  2. Soft Spoken, 5:14
  3. Labyrinth, 6:48
  4. Kling On, 7:15
  5. Uphill, 6:39
  6. Gojo Duo, 1:26
  7. Sunset On Vega, 5:50
  8. Domo Duo, 1:32
  9. The Spanish Horse, 5:15
  10. 889, 4:41
  11. Vjay Duo, 1:14
  12. Blue Horizon, 5:38
  13. I’ve Heard That Song Before, 5:34
- Alle Kompositionen stammen von Vic Juris.

## Rezeption
Paula Edelstein vergab an das Album in AllMusic vier (von fünf) Sterne und schrieb: „Gitarrist Vic Juris hat eine warmherzige, fließende Lyrik, die seine Zuhörer dazu verleitet, sich zurückzulehnen und seinen großartigen Post-Bop-Stil zu genießen. Mit Blue Horizon zeigt er tendenziell die vielen Seiten seiner musikalischen Persönlichkeit, bleibt aber seiner Fähigkeit treu, Songs zu komponieren, die über Generationen hinweg eine dauerhafte Anziehungskraft haben.“ Juris würde mit diesen Arrangements einen neuartigen Weg gehen, um die Talente seiner Bandmitglieder außerhalb des Ensemblespiels herauszustellen, anstatt des üblichen Head-Solo-Head-Arrangements, mit dem viele Komponisten ihre Kollaborateure ins Rampenlicht stellen. Es sei hier jedoch die einfühlsame, poetische Schönheit von „Blue Horizon“ und „I’ve Heard This Song Before“, die diese Aufnahme zu einem unvergesslichen Erlebnis machten. Durch das Verwenden kompatibler Harmonien, seltener Klangfarben und melodischer Konzepte holten Juris und Locke das Beste heraus. Insgesamt sei Blue Horizon für Juris ein künstlerischer Triumph, auf den er auch in den kommenden Jahren stolz sein kann.

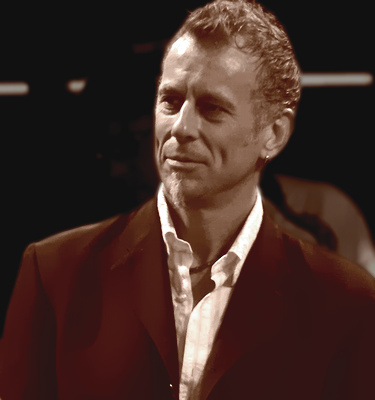
Joe Locke (2007)

Nach Ansicht von Jim Santella, der das Album in All About Jazz lediglich mit 2½ Sternen bewertete, hält mit einem Programm seiner eigenen Kompositionen ein reibungsloses Konzept für dieses träumerische Projekt aufrecht. Es herrsche ein kühles und ruhiges Gefühl der Gelassenheit vor, hervorgehoben durch die Mischung aus Vibraphon und Gitarrensounds. Daraus hebe sich lediglich „889“, die einzige Uptempo-Nummer der Session, hervor, mit der die meisterhafte Technik des Bandleaders und sein kraftvolles Gefühl für Swing herausgestellt werde. Santela kritisiert, die sanfte Herangehensweise des Gitarristen biete seinem Publikum eine Überfülle an Melodie und Harmonie, während der Aspekt des Rhythmus häufig in den Hintergrund trete; Juris biete Musiktherapie für die Seele.
Richard Cook und Brian Morton, die in ihrem Penguin Guide to Jazz das Album mit der Bewertung von 3½ (von 4) Sternen auszeichneten, sind der Ansicht, es sei viel abwechslungsreicher als das Vorgängeralbum While My Guitar Gently Weeps (2002) und höre sich dementsprechend einfallsreicher an. Für die Autoren ist Locke der perfekte Partner für diese Art von Arbeit, und ihr Zusammenspiel sei eine durchgängige Freude.